# Allée de la Bertelotte
L'allée de la Bertelotte est une voie du 15e arrondissement de Paris, en France.

## Situation et accès
L'allée de la Bertelotte est une voie privée située dans le 15e arrondissement de Paris. Elle débute au 24, rue du Colonel-Pierre-Avia et se termine en impasse.

## Origine du nom

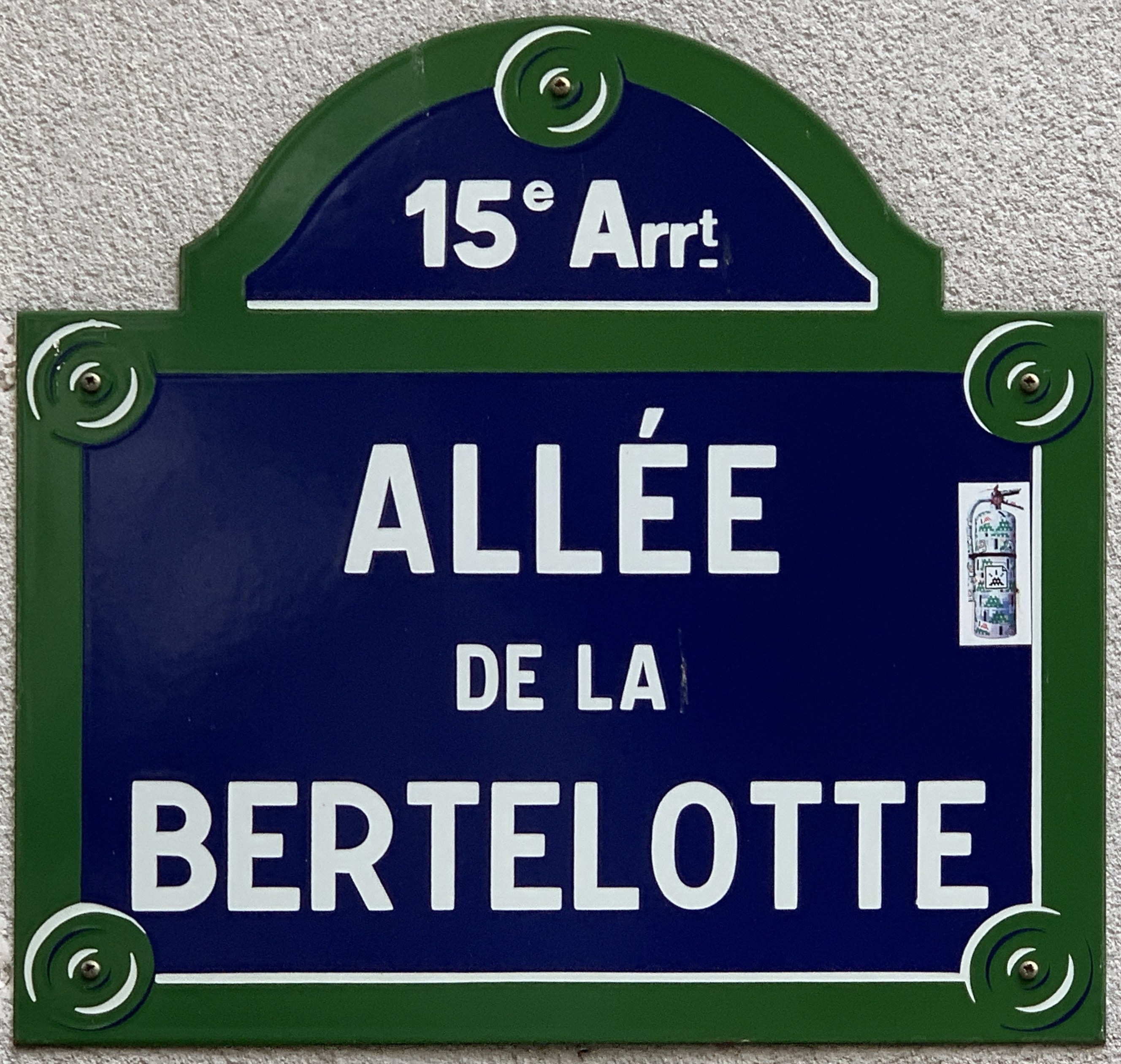
Plaque de l'allée.

Le nom fait référence au chantier agricole dit « de la Bertelotte » faisant partie des nombreux chantiers cultivés, anciennement développés dans cet arrondissement.

## Historique
Initialement dénommée voie CP/15, elle prend son nom actuel par un arrêté municipal en date du 30 janvier 2004.